# Neobala xavantina
Neobala xavantina är en insektsart som beskrevs av Keti Maria Rocha Zanol 1999. Neobala xavantina ingår i släktet Neobala och familjen dvärgstritar. Inga underarter finns listade i Catalogue of Life.